# Апі

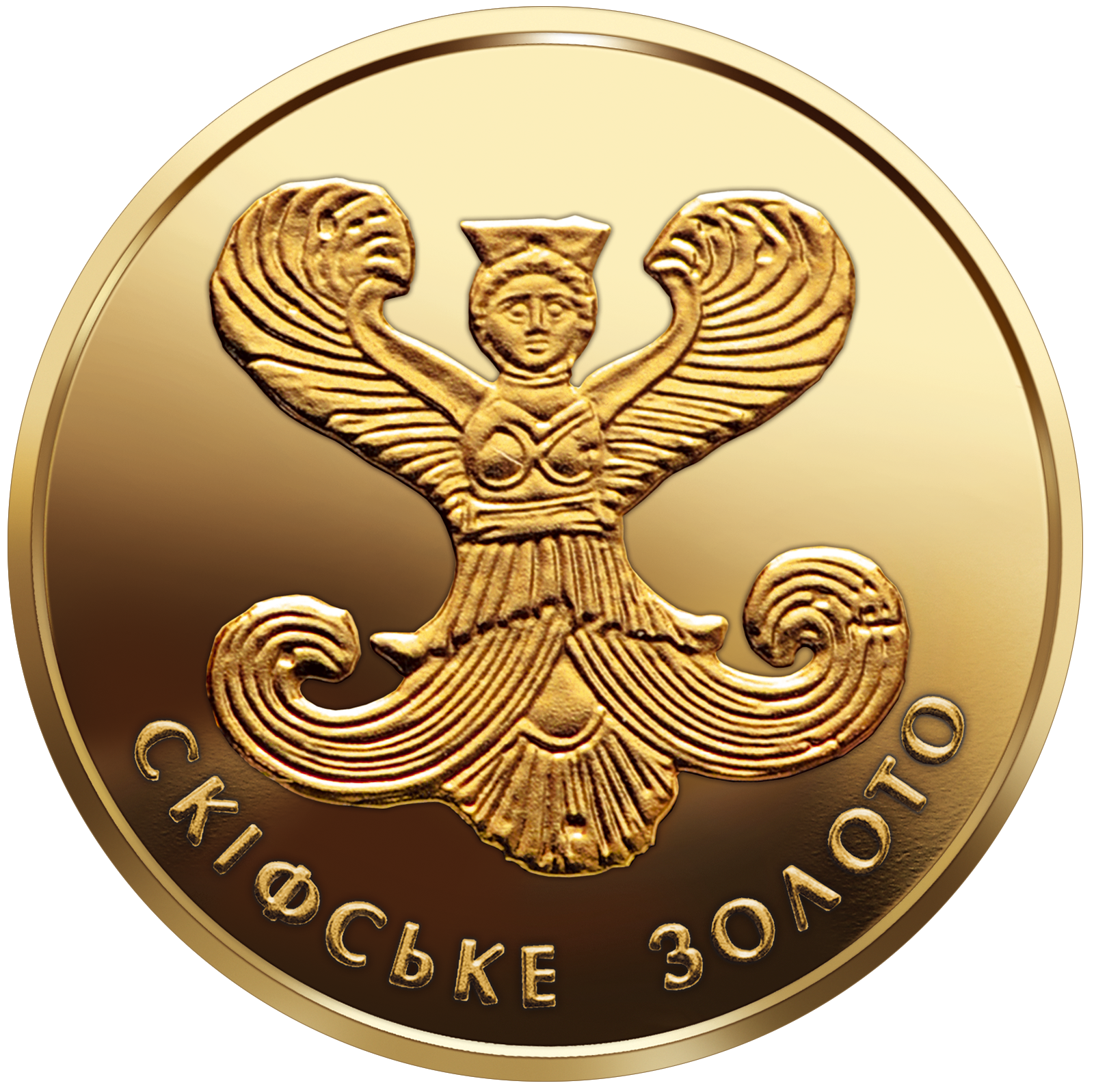
«Скіфське золото. Богиня Апі» — золота пам'ятна монета НБУ присвячена богині Апі

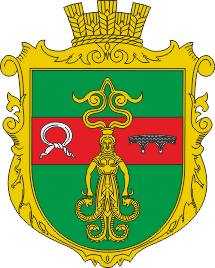
Богиня Апі з герба Дар'ївської громади

Апі (грец. Ἀπί) — у скіфській міфології одна з богинь скіфського пантеону, скіфська Гея, відома з «Мельпомени» Геродота (IV, 59).
| «... у східноіранських народів шлюб неба саме з водою як утіленням нижнього світу був, мабуть, сталою міфологічною традицією. Це дає підстави для припущень, що земний та водяний початки уособлювалися у скіфській релігії в одному персонажі. Подібна єдність взагалі характерна для іранського світу — порівняти семантику образів Ардвісури Анахіти або Армаїті. Тому доньку ріки Борисфен з версії Геродота та хтоничну богиню версії Діодора .... слід, мабуть, розглядати як одну й ту ж богиню, з різним ступенем повноти охарактеризованою різними джерелами й тотожню Апі скіфського пантеону. Саме ця богиня виступає в легенді у ролі дружини небесного бога та прародительки скіфів.»[2] |
Етимологія антропоніму:
- грец. Ἀπί < скіф. *ap-ī- < авест.*âpa- (*ap-) — укр. "вода".[3]